# Pedersenia pulverulenta
Pedersenia pulverulenta är en amarantväxtart som först beskrevs av Carl Friedrich Philipp von Martius, och fick sitt nu gällande namn av Josef Holub. Pedersenia pulverulenta ingår i släktet Pedersenia och familjen amarantväxter. Inga underarter finns listade i Catalogue of Life.